# Montigny-sur-Aube
Pour les articles homonymes, voir Montigny.
Montigny-sur-Aube est une commune française située dans le département de la Côte-d'Or, en région Bourgogne-Franche-Comté.

## Géographie

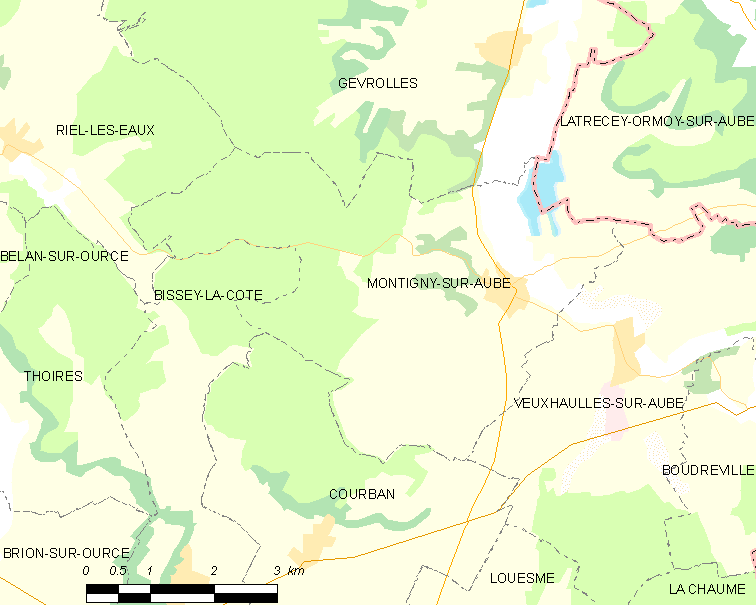

Vers le nord-ouest, la commune touche au département de la Haute-Marne.

### Accès
L'autoroute A5 passe à 19 km de Montigny-sur-Aube qui est desservie par les départementales D 996 en direction de Gevrolles (nord) et D 22 en direction de Riel-les-Eaux. 

### Climat
Pour des articles plus généraux, voir Climat de la Bourgogne-Franche-Comté et Climat de la Côte-d'Or.
En 2010, le climat de la commune est de type climat des marges montargnardes, selon une étude du Centre national de la recherche scientifique s'appuyant sur une série de données couvrant la période 1971-2000. En 2020, Météo-France publie une typologie des climats de la France métropolitaine dans laquelle la commune est exposée à un climat océanique altéré et est dans la région climatique  Lorraine, plateau de Langres, Morvan, caractérisée par un hiver rude (1,5 °C), des vents modérés et des brouillards fréquents en automne et hiver. 
Pour la période 1971-2000, la température annuelle moyenne est de 10,1 °C, avec une amplitude thermique annuelle de 16,6 °C. Le cumul annuel moyen de précipitations est de 896 mm, avec 12,6 jours de précipitations en janvier et 8,7 jours en juillet. Pour la période 1991-2020, la température moyenne annuelle observée sur la station météorologique de Météo-France la plus proche, « Cunfin_sapc », sur la commune de Cunfin à 13 km à vol d'oiseau, est de 11,0 °C et le cumul annuel moyen de précipitations est de 900,4 mm,. Pour l'avenir, les paramètres climatiques de la commune estimés pour 2050 selon différents scénarios d'émission de gaz à effet de serre sont consultables sur un site dédié publié par Météo-France en novembre 2022.

## Urbanisme

### Typologie
Au 1er janvier 2024, Montigny-sur-Aube est catégorisée commune rurale à habitat dispersé, selon la nouvelle grille communale de densité à 7 niveaux définie par l'Insee en 2022.
Elle est située hors unité urbaine et hors attraction des villes,.

### Occupation des sols
L'occupation des sols de la commune, telle qu'elle ressort de la base de données européenne d’occupation biophysique des sols Corine Land Cover (CLC), est marquée par l'importance des territoires agricoles (55,8 % en 2018), une proportion sensiblement équivalente à celle de 1990 (56,1 %). La répartition détaillée en 2018 est la suivante : terres arables (49 %), forêts (40,5 %), prairies (6,8 %), zones urbanisées (1,9 %), eaux continentales (1,7 %). L'évolution de l’occupation des sols de la commune et de ses infrastructures peut être observée sur les différentes représentations cartographiques du territoire : la carte de Cassini (XVIIIe siècle), la carte d'état-major (1820-1866) et les cartes ou photos aériennes de l'IGN pour la période actuelle (1950 à aujourd'hui).

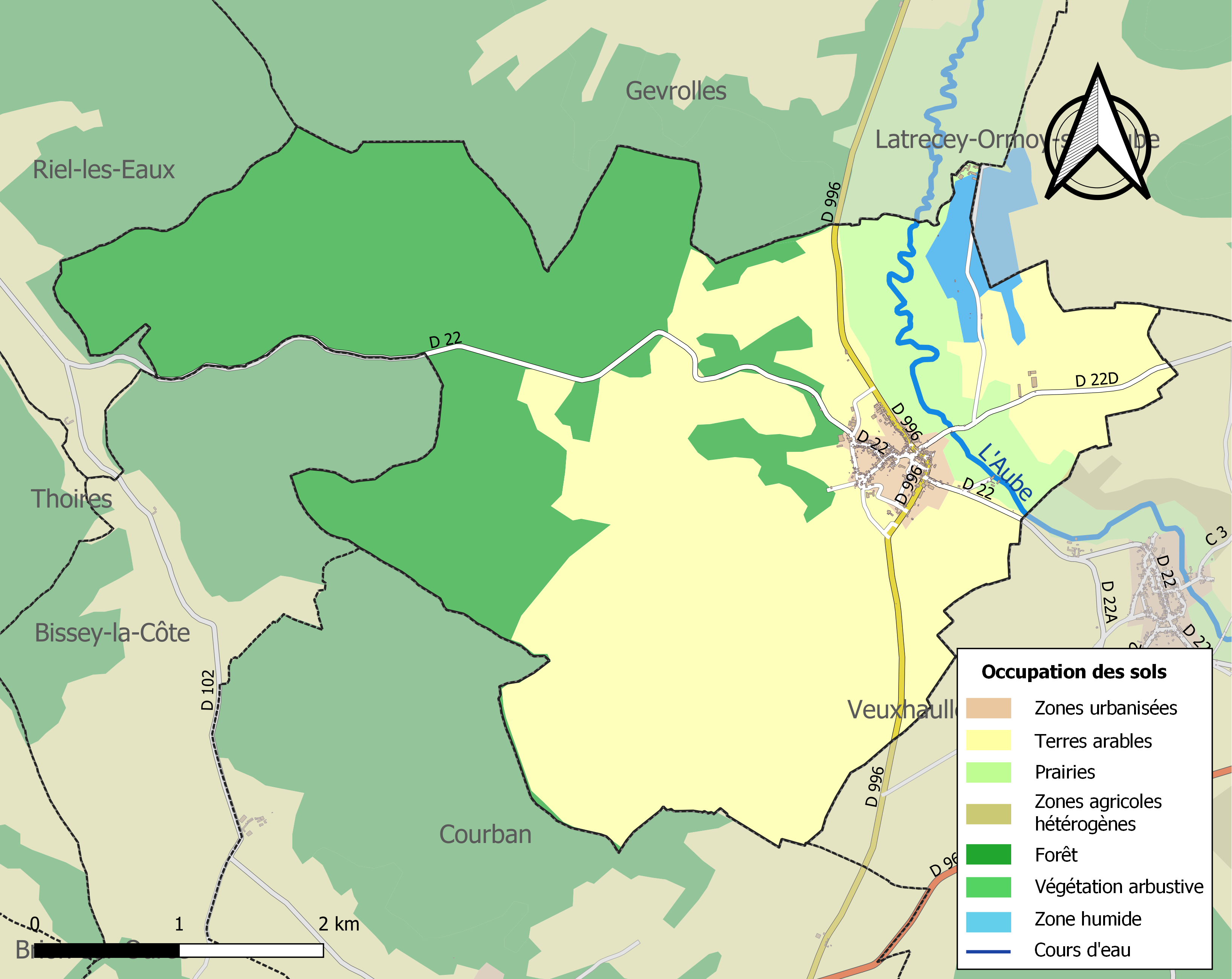
Carte des infrastructures et de l'occupation des sols de la commune en 2018 (CLC).

## Histoire

### Préhistoire et Antiquité
La découverte de 12 haches en pierre polie, d'un vase de bronze et de céramiques gallo-romaines montrent une occupation continue depuis le néolithique.

### Moyen Âge
Un premier château est construit au bord de l’Aube mais, en raison des inondations constantes, les seigneurs décident au XIIe d'en reconstruire un deuxième sur une motte de terre surélevée sur laquelle se situe l'actuel château dont la tour rouge d'origine a été remaniée au début du XXe.

### Époque moderne
Vers 1550, Jean V d’Amoncourt, archidiacre de Langres puis évêque de Poitiers modifie toutes les façades de la cour intérieure du château ainsi que son châtelet et crée la chapelle du même nom toujours visible. Ce n’est qu’au XVIIIe siècle que ce château deviendra un château d’agrément ouvert vers le parc qui l’entoure.

### Époque contemporaine
Montigny était un site majeur notamment au XIXe siècle pour l'extraction de fer pour la sidérurgie du Châtillonnais.

## Politique et administration
| Période                                  | Période    | Identité                     | Étiquette | Qualité            |
| ---------------------------------------- | ---------- | ---------------------------- | --------- | ------------------ |
| 1970                                     | après 1973 | Philippe Bonnevie            |           | Agriculteur        |
| 1983                                     | 2014       | Philippe Chardon             | UDF DL    | Conseiller général |
| 2014                                     | 2020       | Marcel Jurien de la Gravière |           |                    |
| 2020                                     | en cours   | Philippe Chardon             |           |                    |
| Les données manquantes sont à compléter. |            |                              |           |                    |

Montigny-sur-Aube appartient :
- à l'arrondissement de Montbard,
- au canton de Châtillon-sur-Seine et
- à la communauté de communes du Pays Châtillonnais.

## Démographie
L'évolution du nombre d'habitants est connue à travers les recensements de la population effectués dans la commune depuis 1793. Pour les communes de moins de 10 000 habitants, une enquête de recensement portant sur toute la population est réalisée tous les cinq ans, les populations de référence des années intermédiaires étant quant à elles estimées par interpolation ou extrapolation. Pour la commune, le premier recensement exhaustif entrant dans le cadre du nouveau dispositif a été réalisé en 2008.

En 2022, la commune comptait 255 habitants, en évolution de −6,25 % par rapport à 2016 (Côte-d'Or : +0,82 %, France hors Mayotte : +2,11 %).
| 1793 | 1800 | 1806 | 1821 | 1836 | 1841 | 1846 | 1851 | 1856 |
| ---- | ---- | ---- | ---- | ---- | ---- | ---- | ---- | ---- |
| 589  | 674  | 721  | 741  | 857  | 927  | 913  | 909  | 893  |

| 1861 | 1866 | 1872 | 1876 | 1881 | 1886 | 1891 | 1896 | 1901 |
| ---- | ---- | ---- | ---- | ---- | ---- | ---- | ---- | ---- |
| 854  | 831  | 780  | 760  | 764  | 747  | 655  | 664  | 604  |

| 1906 | 1911 | 1921 | 1926 | 1931 | 1936 | 1946 | 1954 | 1962 |
| ---- | ---- | ---- | ---- | ---- | ---- | ---- | ---- | ---- |
| 614  | 604  | 561  | 565  | 505  | 477  | 516  | 391  | 505  |

| 1968 | 1975 | 1982 | 1990 | 1999 | 2006 | 2008 | 2013 | 2018 |
| ---- | ---- | ---- | ---- | ---- | ---- | ---- | ---- | ---- |
| 501  | 451  | 387  | 333  | 343  | 322  | 317  | 285  | 255  |

| 2022 | - | - | - | - | - | - | - | - |
| ---- | - | - | - | - | - | - | - | - |
| 255  | - | - | - | - | - | - | - | - |

## Culture locale et patrimoine

### Lieux et monuments
- Château de Montigny-sur-Aube daté du XIIe siècle et embelli au XVIe siècle.  Classé MH (1961)[18].
- Ponts de l'abattoir datés du XVIIIe siècle.  Classé MH (1962)[19].
- L'église de l'Assomption du XVIe siècle abrite une statuaire remarquable : saint Nicolas et un saint Moine en pierre polychrome du XVIe, saint Roch et sainte Catherine un peu plus récents.
- Lavoirs.

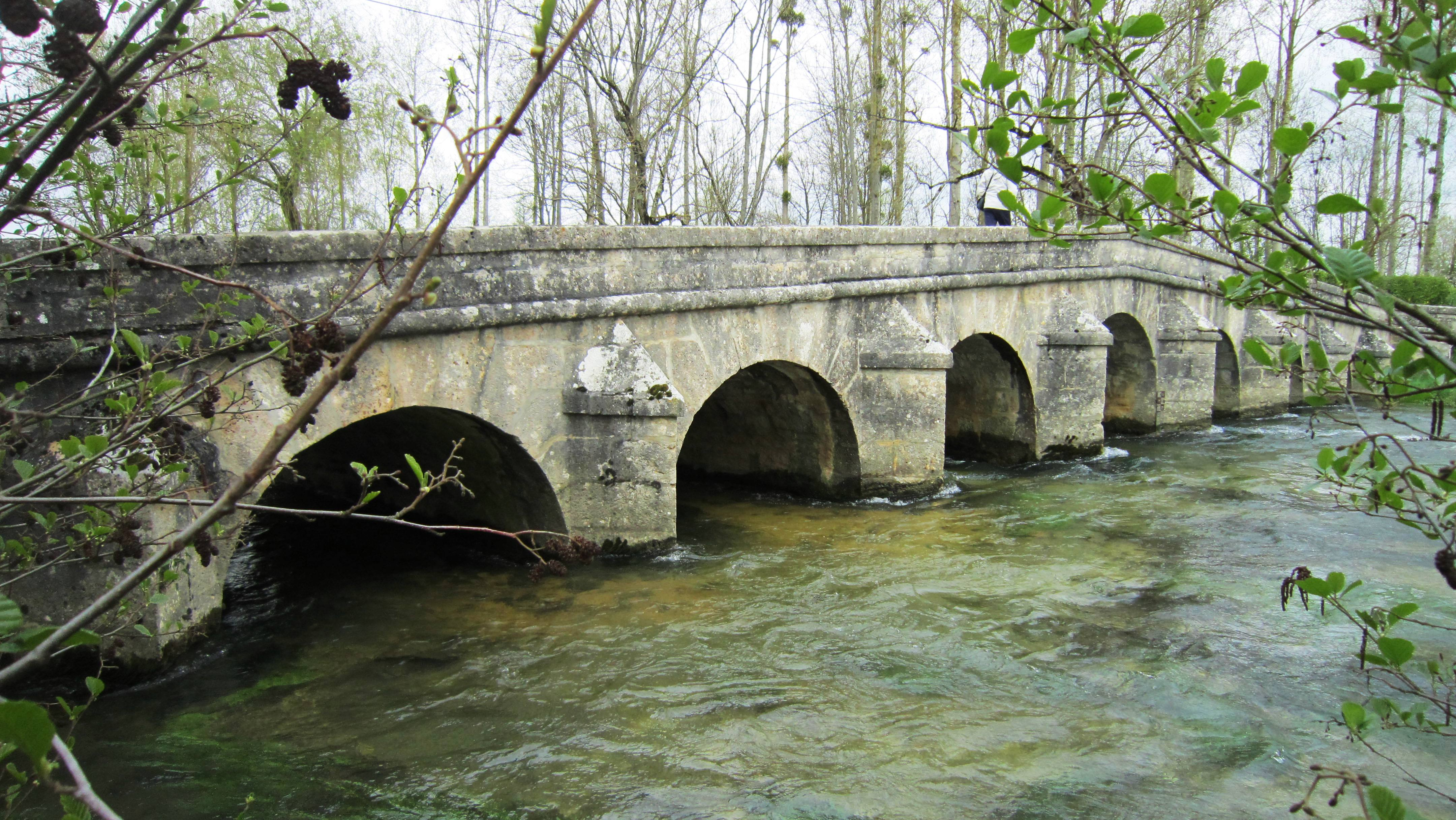
Le pont de l'Abattoir.
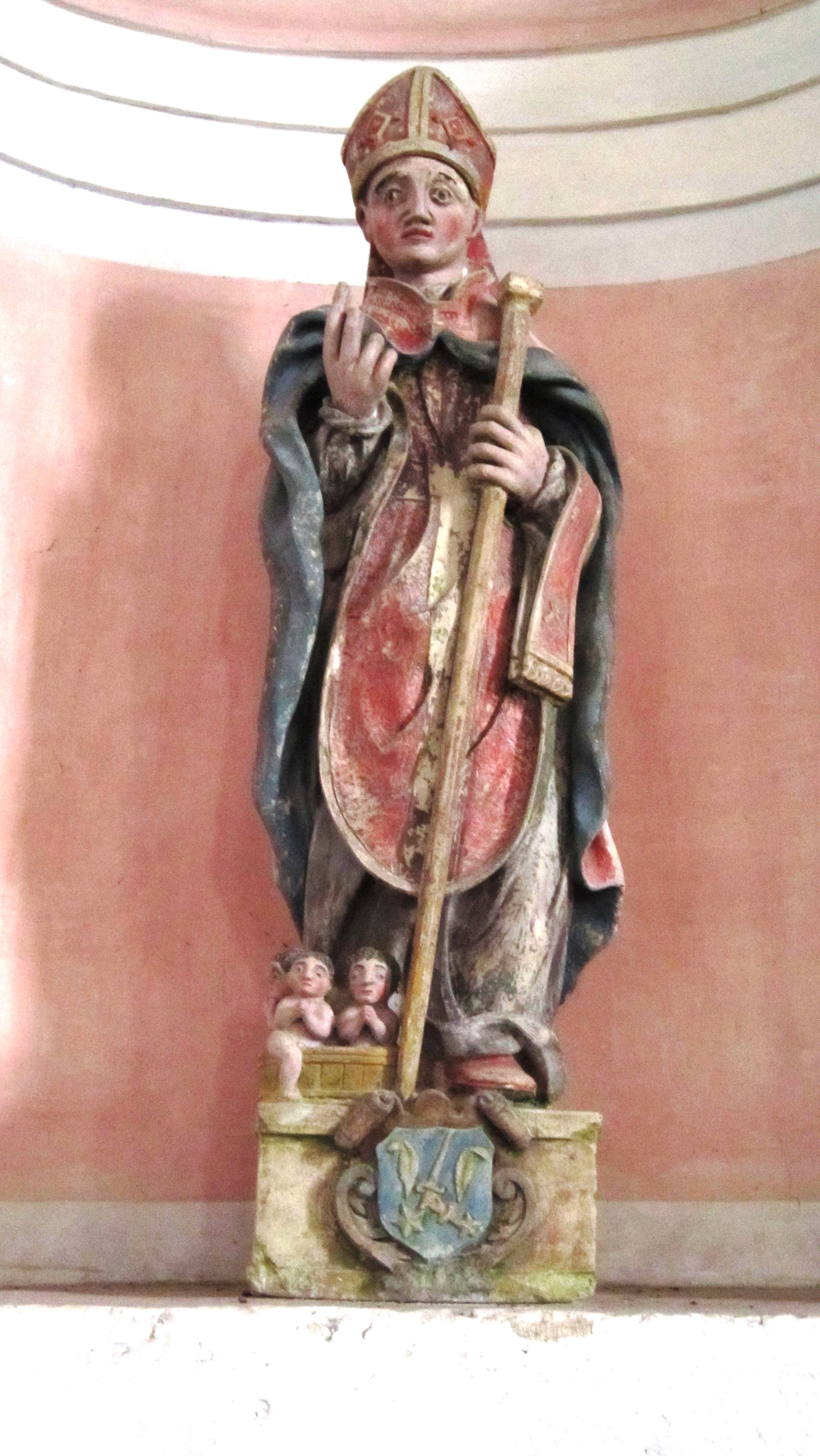
Saint Nicolas.
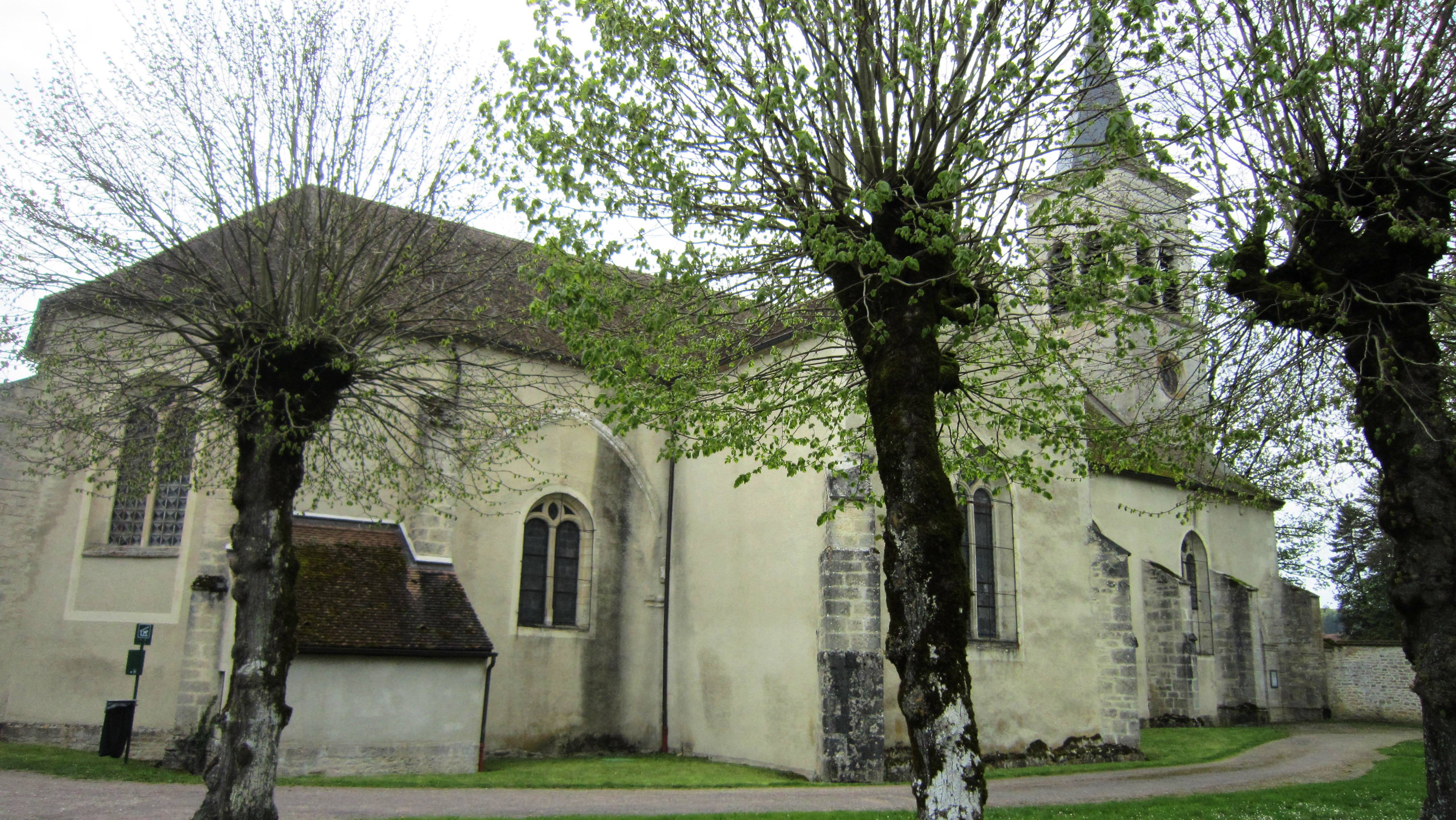
L'église de l'Assomption.
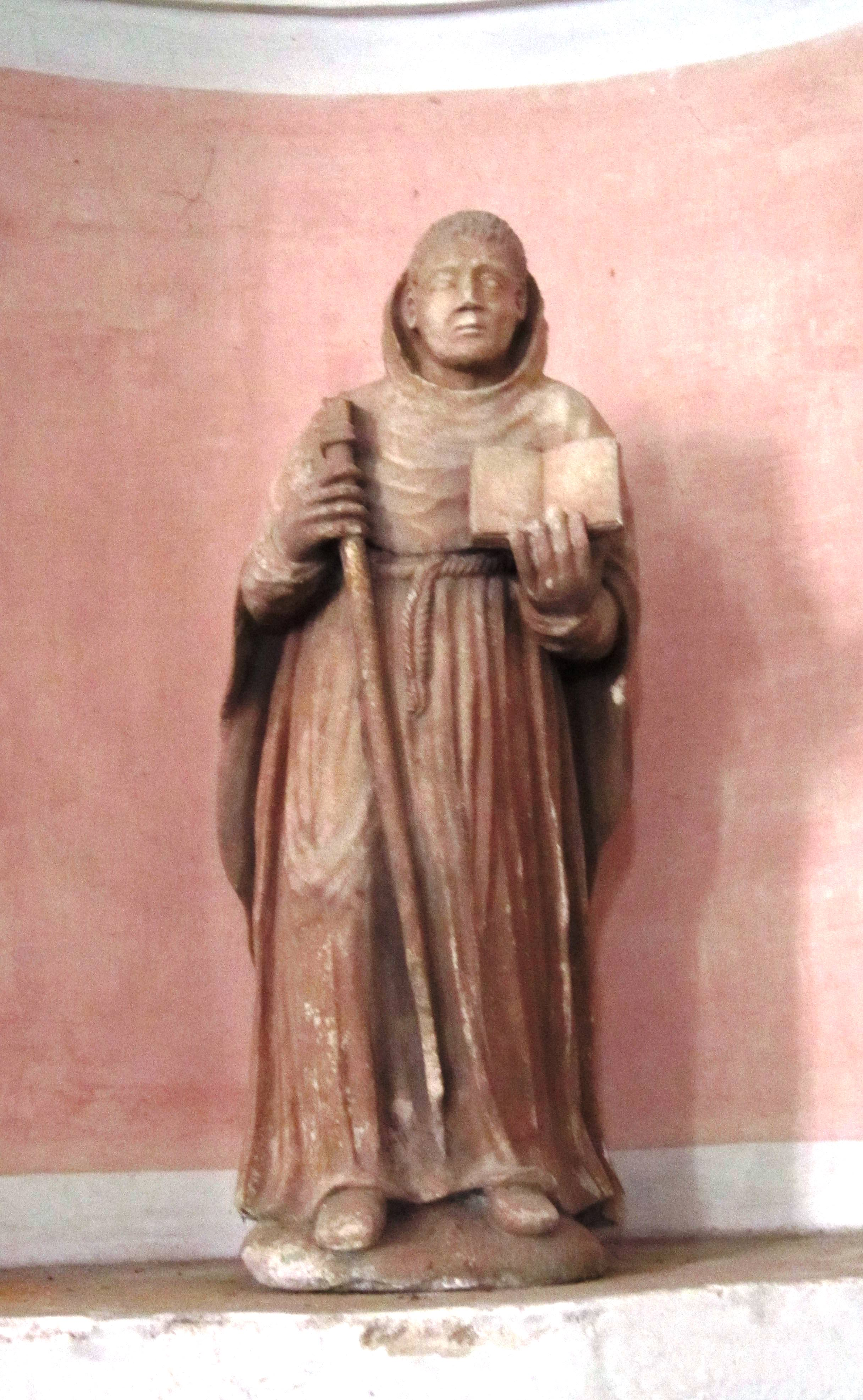
Saint moine.
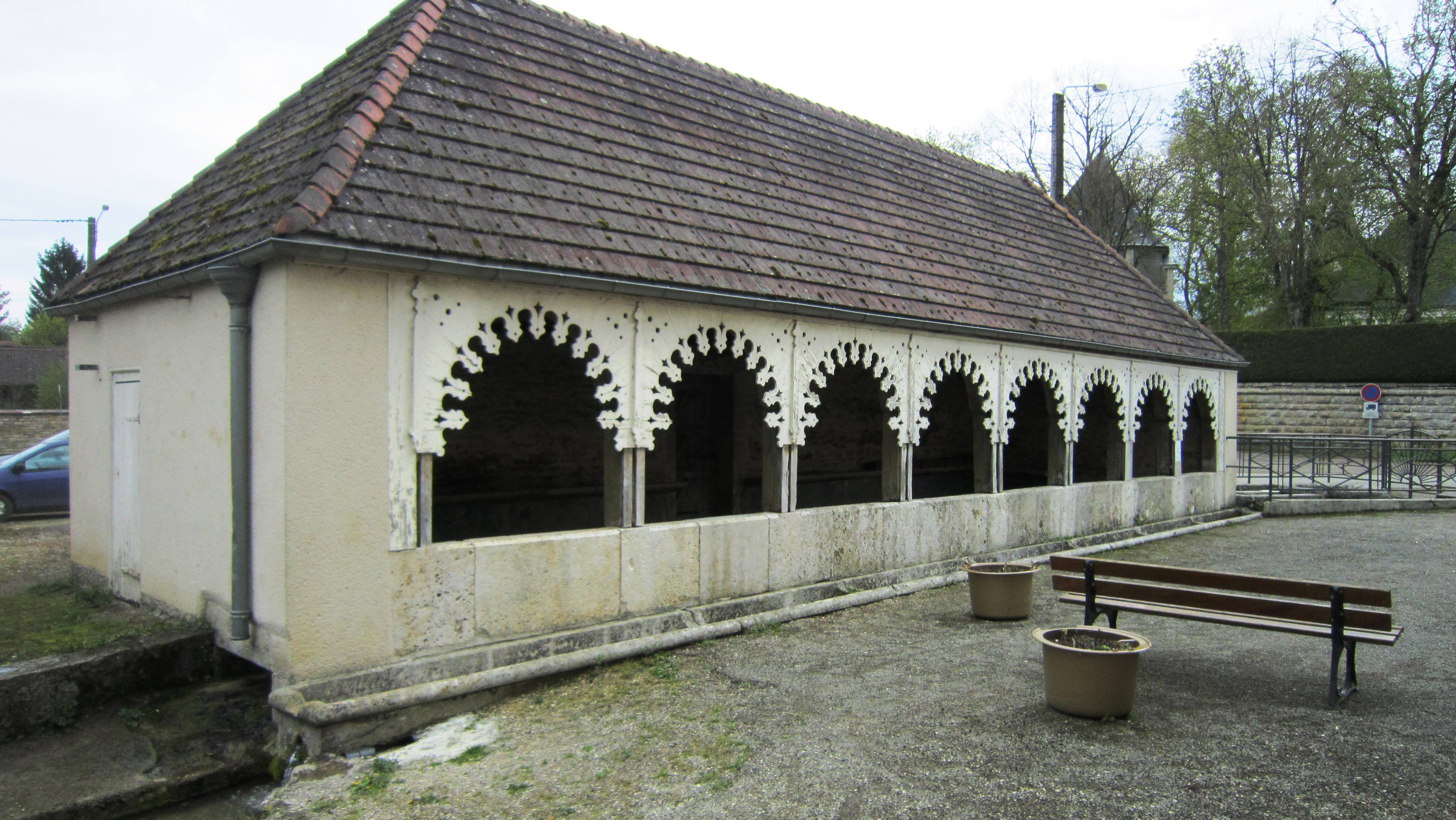
Le lavoir.

### Personnalités liées à la commune
- Louis, Didier et Thibault Potheleret (Potelleret), maîtres de forge, louent forge à fer et moulin banal de Champigny au prix de 1 400 livres de janvier 1553 à janvier 1554 (Mines et Métallurgie dans la France Médiévale).
- Paul Benoit et Philippe Braunstein (CNRS 1980).
- Charles-Théodore Millot militaire français ayant participé à l'Expédition du Tonkin né en la ville.
- Mgr Pierre-Émile Rouard (1839-1914), évêque de Nantes.
- Harry Truman (1884-1972), futur Président des États-Unis, a fréquenté l'école d'artillerie en 1918, séjournant plusieurs mois au château.

### Héraldique
| Blason de Montigny-sur-Aube | Blason  | Coupé : au 1er d'azur semé de fleurs de lys d'or, au sautoir de gueules brochant sur le tout, au 2e de gueules à l'enclume d'argent mouvant de la pointe, sommée de deux marteaux affrontés d'or, leurs manches d'argent posés en fasce. |
| Blason de Montigny-sur-Aube | Détails | Le statut officiel du blason reste à déterminer. |